# ウィリー・ネルソン
ウィリー・ヒュー・ネルソン（英語: Willie Hugh Nelson, 1933年4月29日 - ）はアメリカのカントリーのシンガーソングライター、ギタリスト、俳優である。
「ローリング・ストーンの選ぶ歴史上最も偉大な100人のシンガー」において第88位。2011年、「ローリング・ストーンの選ぶ歴史上最も偉大な100人のギタリスト」において第77位。

## 略歴
テキサス州フォート・ワース近郊アボット出身。イギリス、アイルランド、チェロキーの血を引く。生後まもなく母親が家を出、父親も再婚したために姉妹と共に祖父母に育てられる。ベイラー大学中退。1950年代から音楽活動を始めた。しかし歌手としての芽は出ず、作曲家としての仕事が主だった。当時は、カントリーのパッツィ・クラインに書いた曲がヒットしている。やがて彼は、1960年代後半のヒッピー・ムーブメントに強い影響を受け、同時にさまざまな音楽性を吸収する。
1975年のシングル「雨の別離」（原題：Blue Eyes Crying in the Rain）は、ビルボード誌のカントリー・チャートで1位を獲得し、グラミー賞のベスト・カントリー・ボーカル（男性）部門を受賞。1970年代半ばからはウェイロン・ジェニングスをパートナーとして活動するようになり、数々のヒットを放った。また枯れた歌声、保守的なカントリー界にあってヒッピー的なスタイル、ドラッグの使用、ジャズなども歌う多様な音楽性は異彩を放った。そのため、保守的な従来のカントリーが主流だったナッシュビルからは異端児と見られ、彼とジョニー・キャッシュ、ウェイロン・ジェニングス、クリス・クリストファーソンらの音楽は「アウトロー・カントリー」と呼ばれた。1980年には「オン・ザ・ロード・アゲイン」がヒットしている。また、ジャズ・アルバムの「スターダスト」を発表している。ネルソンはブッカーT・ジョーンズや、チップス・モーマンらとも仕事をしている。1982年には「オールウェイズ・オン・マイ・マインド」が大ヒットとなった。
ウィリー・ネルソンは、フォークやロック、R&B、ジャズのミュージシャンとの交流に見られるように、クロスオーバーな活動を続けたことにより、様々なジャンルのミュージシャンからの支持を集めた。

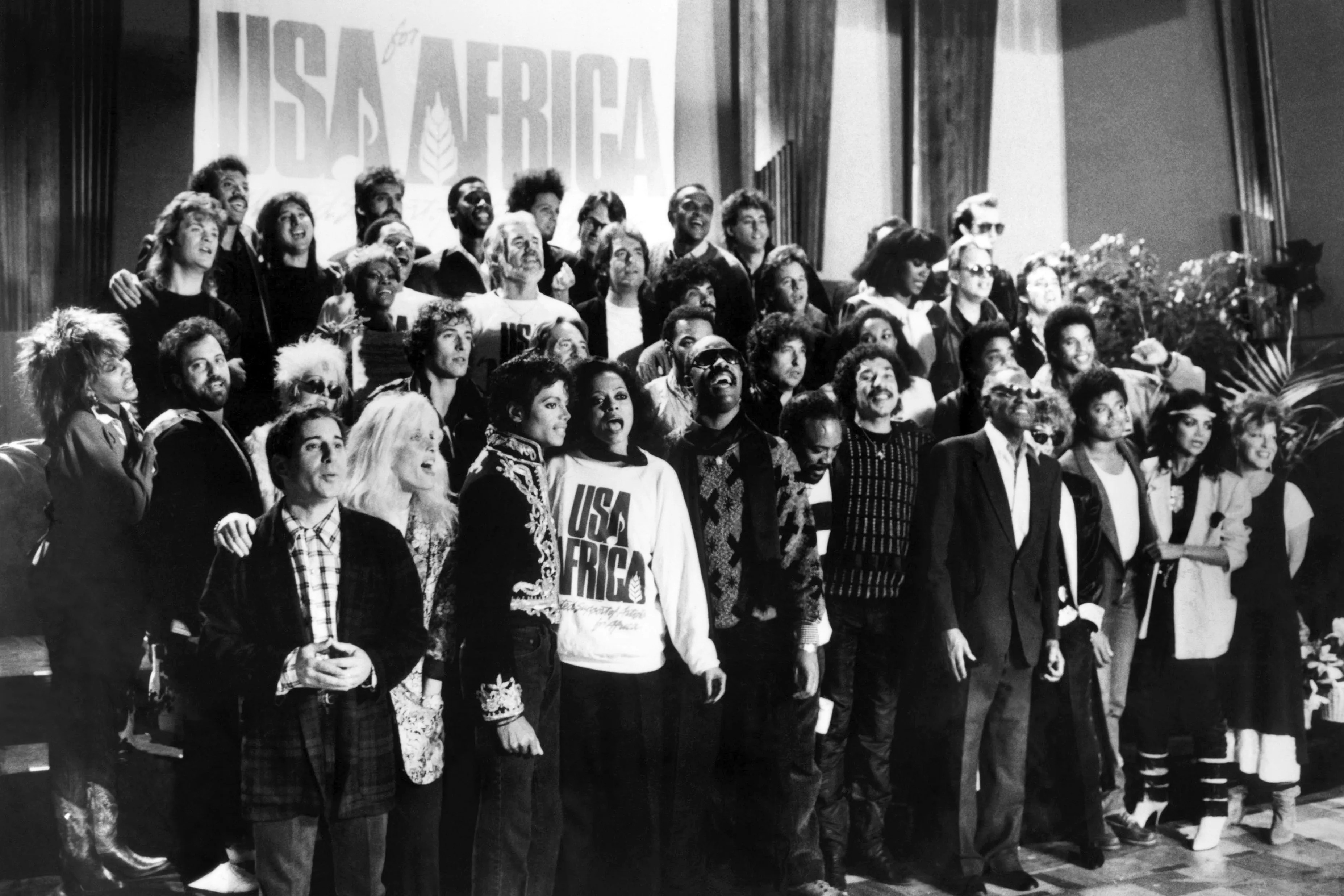
USAフォー・アフリカにてウィ・アー・ザ・ワールドを歌う

1985年にはUSAフォー・アフリカに参加し、ウィ・アー・ザ・ワールドのブリッジ部分(ディオンヌ・ワーウィックの次、アル・ジャロウの前)でリードボーカルをとった。また同年、ニール・ヤングやトム・ペティ、ジョン・メレンキャンプ、ジョン・フォガティ、ボブ・ディランらとともに、新自由主義のレーガン政権の農業政策により困窮する、アメリカの農家のためのチャリティーイベント、「ファーム・エイド」を開催した。ファーム・エイドは1回だけでなく、その後も開催された。またネルソン自身、大学では農業を学んだほか、ヒッピー思想も相まって自然志向が強い。バイオディーゼルの普及活動にも取り組んでいる。
そして同年にジョニー・キャッシュ、ウェイロン・ジェニングス、そしてクリス・クリストファーソンの3人と共に「ザ・ハイウェイメン」を結成し、バンドとして3枚のアルバムを出して1995年まで活動した。2009年にはハワイ州マウイ島に住んでいる。
2015年、ポピュラー音楽によって世界の文化に多大な影響を与えたことを讃えてガーシュウィン賞が贈られることが決まった。また、彼は「アメリカーナ」のジャンルでも評価されるようになった。山下達郎も、ウィリー・ネルソンを好きだと語っている。

## ディスコグラフィ

### アルバム
- ... And Then I Wrote (LP)  Liberty 1962
- Here's Willie Nelson (LP)  Liberty 1963
- Country Willie - His Own Songs    RCA Victor 1965
- Live Country Music Concert   RCA Victor 1966
- Country Favorites - Willie Nelson Style   RCA Victor 1966
- The Party's Over    RCA Victor 1967
- Make Way For Willie Nelson   RCA Victor 1967
- Good Times    RCA Victor 1969
- My Own Peculiar Way   (LP)  RCA Victor 1969
- Columbus Stockade Blues   RCA 1970
- Both Sides Now    RCA 1970
- Laying My Burdens Down  (LP)  RCA Victor 1970
- Yesterday's Wine    RCA 1971
- The Words Don't Fit The Picture (LP, Dyn)  RCA 1972
- Shotgun Willie    Atlantic 1973
- Phases And Stages    Atlantic 1974
- Red Headed Stranger    CBS 1975
- I Gotta Get Drunk-Live  RCA 1976
- The Sound In Your Mind   Columbia 1976
- The Troublemaker    CBS 1976
- Waylon Jennings, Willie Nelson, Jessi Colter, Tompall Glaser - Wanted! The Outlaws   RCA Victor 1976
- The Sound In Your Mind (LP, Album)  CBS 1976
- To Lefty From Willie   Columbia 1977
- Face Of A Fighter    Mercury 1978
- Willie And Family Live  Columbia 1978
- Waylon Jennings, Willie Nelson - Waylon & Willie  (LP)  RCA 1978
- Stardust    Columbia 1978
- Willie Nelson & Leon Russell - One For The Road  Columbia 1979
- Willie Nelson Sings Kristofferson    Columbia 1979
- Pretty Paper   Columbia 1979
- Willie Nelson / Dave Grusin - The Electric Horseman (Music From The Original Motion Picture Soundtrack)  Columbia 1979
- Willie Nelson Sings Kristofferson  Columbia 1979
- Sweet Memories   RCA Victor 1979
- Pretty Paper   CBS 1979
- Willie Nelson & Ray Price - San Antonio Rose  Columbia 1980
- Family Bible   MCA Songbird 1980
- Somewhere Over The Rainbow   Columbia 1981
- The Minstrel Man    RCA Victor 1981
- Once More With Feeling   RCA Special Products 1981
- Always On My Mind    Columbia 1982
- Kris*, Willie*, Dolly* & Brenda* - The Winning Hand   Monument 1982
- Merle Haggard and Willie Nelson - Poncho & Lefty  Epic 1982
- Willie Nelson And Roger Miller - Old Friends     Suzy, CBS 1983
- Without A Song    CBS/Sony 1983
- A Song For You    Hallmark Records 1983
- Tougher Than Leather    Columbia 1983
- City Of New Orleans    Columbia 1984
- Willie Nelson & Kris Kristofferson - Music From Songwriter CBS 1984
- Willie Nelson Featuring The Guitar Of Jackie King - Angel Eyes  CBS 1984
- Me & Paul (1985)
- Partners (1986)
- The Promiseland (1986)
- Island in the Sea (1987)
- What a Wonderful World (1988)
- A Horse Called Music (1989)
- Born for Trouble (1990)
- The IRS Tapes: Who'll Buy My Memories? (1992)
- Across the Borderline (1993)
- Moonlight Becomes You (1994)
- Healing Hands of Time (1994)
- Just One Love (1994)
- Spirit (1996)
- Teatro (1998)
- Night and Day (1999)
- Me and the Drummer (2000)
- Milk Cow Blues (2000)
- Rainbow Connection (2001)
- The Great Divide (2002)
- Nacogdoches (2004)
- It Always Will Be (2004)
- Countryman (2005)
- The Complete Atlantic Sessions / Atrantic (2006)
- You Don't Know Me: The Songs of Cindy Walker (2006)
- Songbird (2006)
- Moment of Forever (2008)
- American Classic (2009)
- Country Music (2010)
- Remember Me, Vol. 1 (2011)
- Heroes (2012)
- Let's Face the Music and Dance (2013)
- To All the Girls... (2013)
- Band of Brothers (2014)
- Summertime: Willie Nelson Sings Gershwin (2016)
- For the Good Times: A Tribute to Ray Price (2016)
- God's Problem Child (2017)
- Last Man Standing (2018)

## 主な出演作品

### 映画
| 公開年 | 邦題 原題                                                                     | 役名                       | 備考                              |
| ------ | ----------------------------------------------------------------------------- | -------------------------- | --------------------------------- |
| 1979   | 出逢い The Electric Horseman                                                  | ウェンデル                 |                                   |
| 1980   | 忍冬(すいかずら)の花のように Honeysuckle Rose                                 | バック                     | 音楽・出演                        |
| 1981   | ザ・クラッカー/真夜中のアウトロー Thief                                       | オクラ                     |                                   |
| 1982   | 遥か氷原の彼方 Coming Out of the Ice                                          | レッド・ローン             | テレビ映画                        |
| 1984   | ソングライター Songwriter                                                     | ドク・ジェンキンス         | 音楽・出演                        |
| 1986   | 荒野のアウトロー The Last Days of Frank and Jesse James                       | ジョー・シェルビー         | テレビ映画                        |
| 1986   | 駅馬車 Stagecoach                                                             | ドク・ホリデイ             | テレビ映画 音楽・出演・製作総指揮 |
| 1986   | 夕陽のストレンジャー Red Headed Stranger                                      | ジュリアン・シャイ         | 音楽・出演・製作                  |
| 1988   | ホンキートンク天国 Baja Oklahoma                                              | 本人                       | テレビ映画                        |
| 1997   | ゴーン・フィッシン’ Gone Fishin'                                              | ビリー・キャッチ・プーラー |                                   |
| 1997   | ウワサの真相/ワグ・ザ・ドッグ Wag the Dog                                     | ジョニー・ディーン         |                                   |
| 1999   | オースティン・パワーズ Austin Powers: The Spy Who Shagged Me                  | ウィリー・ネルソン         |                                   |
| 2002   | カントリー・ベアーズ The Country Bears                                        | 本人                       |                                   |
| 2004   | ビッグ・バウンス The Big Bounce                                               | ジョー                     |                                   |
| 2005   | デュークス・オブ・ハザード The Dukes of Hazzard                               | ジェシー・デューク         |                                   |
| 2006   | ビール・フェスタ 無修正版 ～世界対抗・一気飲み選手権 Beerfest                 | 本人                       | クレジットなし                    |
| 2006   | 橋の向こうに Broken Bridges                                                   | 本人                       |                                   |
| 2007   | デュークス・オブ・ハザード:ザ・ビギニング The Dukes of Hazzard: The Beginning | ジェシー・デューク         | テレビ映画                        |
| 2007   | ジェシカ・シンプソンの ワーキング・ブロンド Blonde Ambition                   | パプ・パウ                 |                                   |
| 2007   | ヒットマン・リベンジ Fighting with Anger                                      | ウィル                     | 出演・製作総指揮                  |
| 2008   | ケビン・コスナー チョイス! Swing Vote                                         | 本人役                     |                                   |

### テレビシリーズ
| 放映年    | 邦題 原題                                                 | 役名               | 備考             |
| --------- | --------------------------------------------------------- | ------------------ | ---------------- |
| 1986      | 特捜刑事マイアミ・バイス Miami Vice                       | ジェイク・ピアソン | 1エピソード      |
| 1996,1998 | ドクタークイン 大西部の女医物語 Dr. Quinn, Medicine Woman | エリアス・バーチ   | 2エピソード      |
| 1997      | キング・オブ・ザ・ヒル King of the Hill                   | 本人               | アニメ、声の出演 |
| 1997      | 刑事ナッシュ・ブリッジス Nash Bridges                     | アール・ドブス     | 1エピソード      |
| 2000      | ザ・シンプソンズ The Simpsons                             | 本人               | アニメ、声の出演 |
| 2002,2004 | 名探偵モンク Monk                                         | 本人               | 2エピソード      |

## 日本公演
- 1984年

2月22日,23日 日本武道館、24日 フェスティバルホール、25日 大阪厚生年金会館、28日 名古屋市民会館